# Voile aux Jeux olympiques d'été de 1948
Navigation
Berlin 1936 Helsinki 1952
Aux Jeux olympiques d'été de 1948 à Londres, cinq manifestations de régates de voile ont été concourues.
Les courses ont eu lieu du 3 au 12 août 1932 au large de Torquay.

## Voiliers olympiques

Firefly - Star - Swallow - Dragon - 6mJI Jauge internationale

## Tableau des médailles
| Rang | Nation          | Or | Argent | Bronze | Total |
| ---- | --------------- | -- | ------ | ------ | ----- |
| 1    | États-Unis      | 2  | 1      | 1      | 4     |
| 2    | Danemark        | 1  | 0      | 1      | 2     |
| 3    | Grande-Bretagne | 1  | 0      | 0      | 1     |
| 3    | Norvège         | 1  | 0      | 0      | 1     |
| 5    | Suède           | 0  | 1      | 1      | 2     |
| 6    | Argentine       | 0  | 1      | 0      | 1     |
| 6    | Cuba            | 0  | 1      | 0      | 1     |
| 6    | Portugal        | 0  | 1      | 0      | 1     |
| 9    | Pays-Bas        | 0  | 0      | 2      | 2     |

## Résultats

### Firefly
| Rang | Pays       | Nom | Équipage        | Points |
| ---- | ---------- | --- | --------------- | ------ |
| 1    | Danemark   | 486 | Paul Elvström   | 5543   |
| 2    | États-Unis | 501 | Ralph Evans     | 5408   |
| 3    | Pays-Bas   | 489 | Jacobus de Jong | 5204   |

### Star
| Rang | Pays       | Nom        | Équipage                                  | Points |
| ---- | ---------- | ---------- | ----------------------------------------- | ------ |
| 1    | États-Unis | Hilarius   | Hilary Smart Paul Smart                   | 5828   |
| 2    | Cuba       | Kurush III | Carlos de Cárdenas Carlos de Cárdenas Jr. | 4949   |
| 3    | Pays-Bas   | Starita    | Adriaan Maas Edward Stutterheim           | 4731   |

### Classe 6mJI
| Rang | Pays       | Nom         | Équipage | Points |
| ---- | ---------- | ----------- | --- | ------ |
| 1    | États-Unis | Llanoria    | Alfred Loomis Michael Mooney James Smith James Weekes Herman Whiton                                          | 5472   |
| 2    | Argentine  | Djin        | Emilio Homp Rodolfo Rivademar Rufino Rodríguez Rodolfo Rivademar Enrique Sieburger jr. Enrique Sieburger sr. | 5120   |
| 3    | Suède      | Ali Baba II | Carl-Robert Ameln Martin Hindorff Tore Holm Torsten Lord Gösta Salén                                         | 4033   |

### Swallow
| Rang | Pays            | Nom      | Équipage                         | Points |
| ---- | --------------- | -------- | -------------------------------- | ------ |
| 1    | Grande-Bretagne | Swift    | Davis Bond Stewart Morris        | 5625   |
| 2    | Portugal        | Symphony | Duarte De Almeida Fernando Pinto | 5579   |
| 3    | États-Unis      | Margaret | Lockwood Pirie Owen Torrey       | 4352   |

### Dragon
| Rang | Pays     | Nom       | Équipage                                  | Points |
| ---- | -------- | --------- | ----------------------------------------- | ------ |
| 1    | Norvège  | Pan       | Hakon Barfod Sigve Lie Thor Thorvaldsen   | 4746   |
| 2    | Suède    | Slaghöken | Folke Bohlin Gösta Brodin Hugo Johnson    | 4621   |
| 3    | Danemark | Snap      | Klaus Baess Ole Berntsen William Berntsen | 4223   |